# Односи Србије и Парагваја
Односи Србије и Парагваја су инострани односи Републике Србије и Републике Парагваја.

## Билатерални односи
Дипломатски односи са Парагвајом су успостављени 1950. године.
Амбасада Републике Србије у Буенос Аиресу (Аргентина) радно покрива Парагвај.
Парагвај је гласао против пријема Косова у УНЕСКО 2015.

### Економски односи
- У 2020. укупна робна размена вредела је 735.000 УСД. Од тога извоз из РС 487 хиљада долара, а увоз 248 хиљада долара.
- У 2019. укупно је размењено роба у вредности од 364.000 УСД. Извоз из наше земље вредео је 221 хиљаду, а увоз 142 хиљаде долара.
- У 2018. укупна робна размена вредела је 286.000 УСД. Од тога извоз из Србије 225 хиљада, а увоз 61 хиљаду долара.[4][5]